# Splachnales
Die Splachnales sind eine Ordnung der Laubmoose.

## Merkmale
Es sind akrokarpe Moose. Die Stämmchen weisen im Querschnitt einen Zentralstrang auf. Die Blätter mit einfacher Rippe haben gewöhnlich rhombische bis verlängerte, glatte Zellen. Blattflügelzellen sind nicht differenziert. Die Arten sind entweder diözisch oder autözisch. Die Sporenkapsel besitzt einen deutlich abgesetzten Hals; ein Peristom ist gewöhnlich vorhanden.

## Systematik
Die Ordnung Splachnales wird in 2 Familien gegliedert:
- Splachnaceae, Schirmmoose
- Meesiaceae, Bruchmoose